# Zwierzęta użytkowe

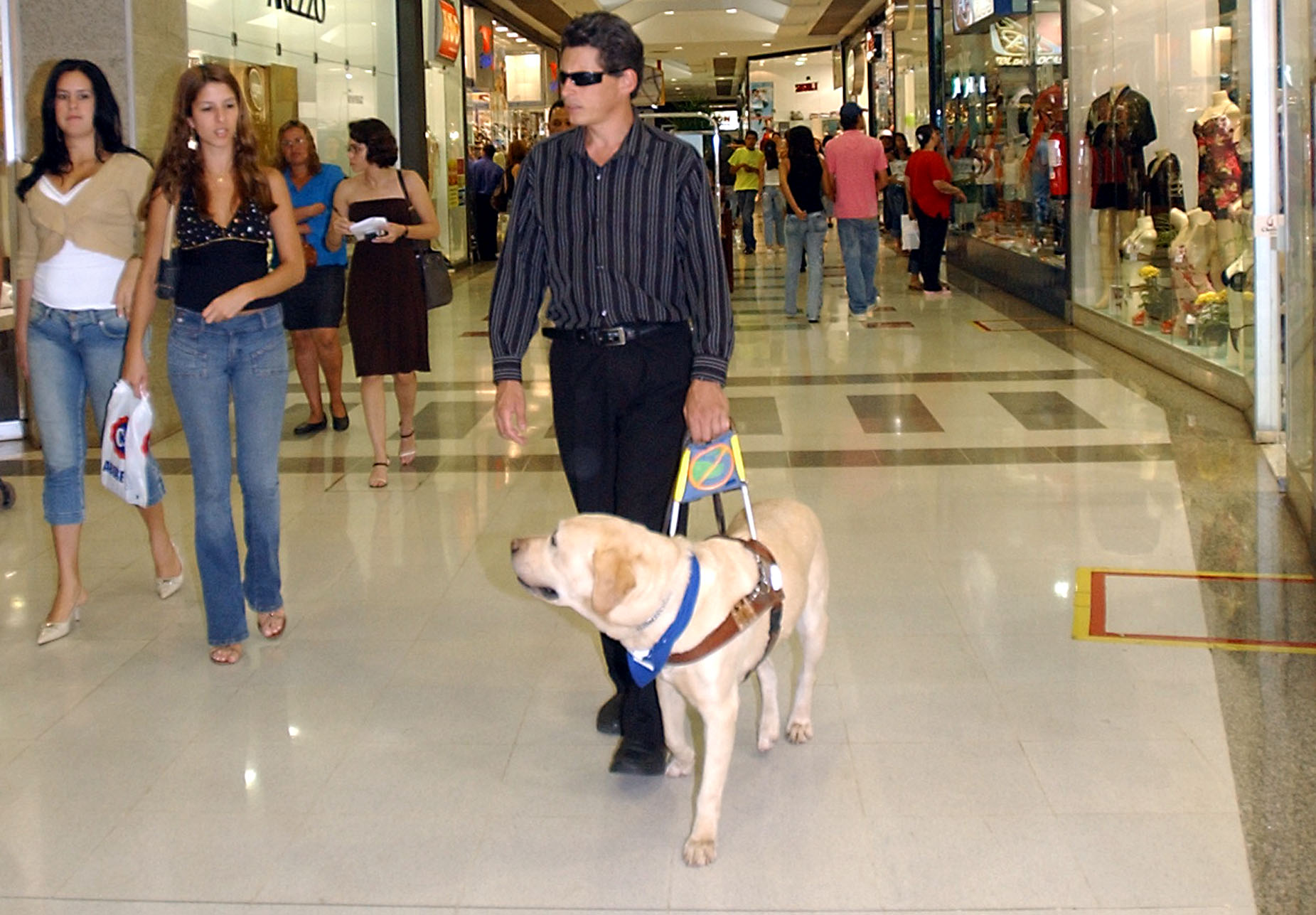
Pies jako przewodnik niewidomego

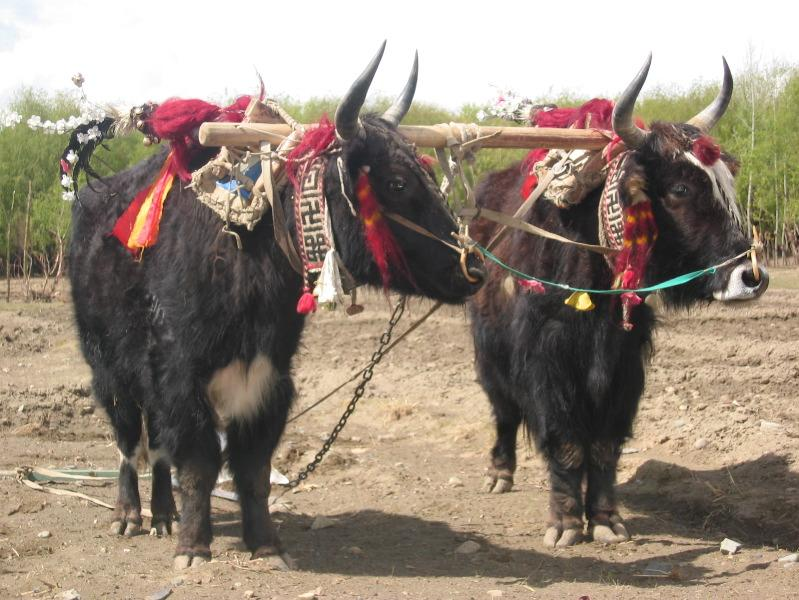
Tybetańskie jaki

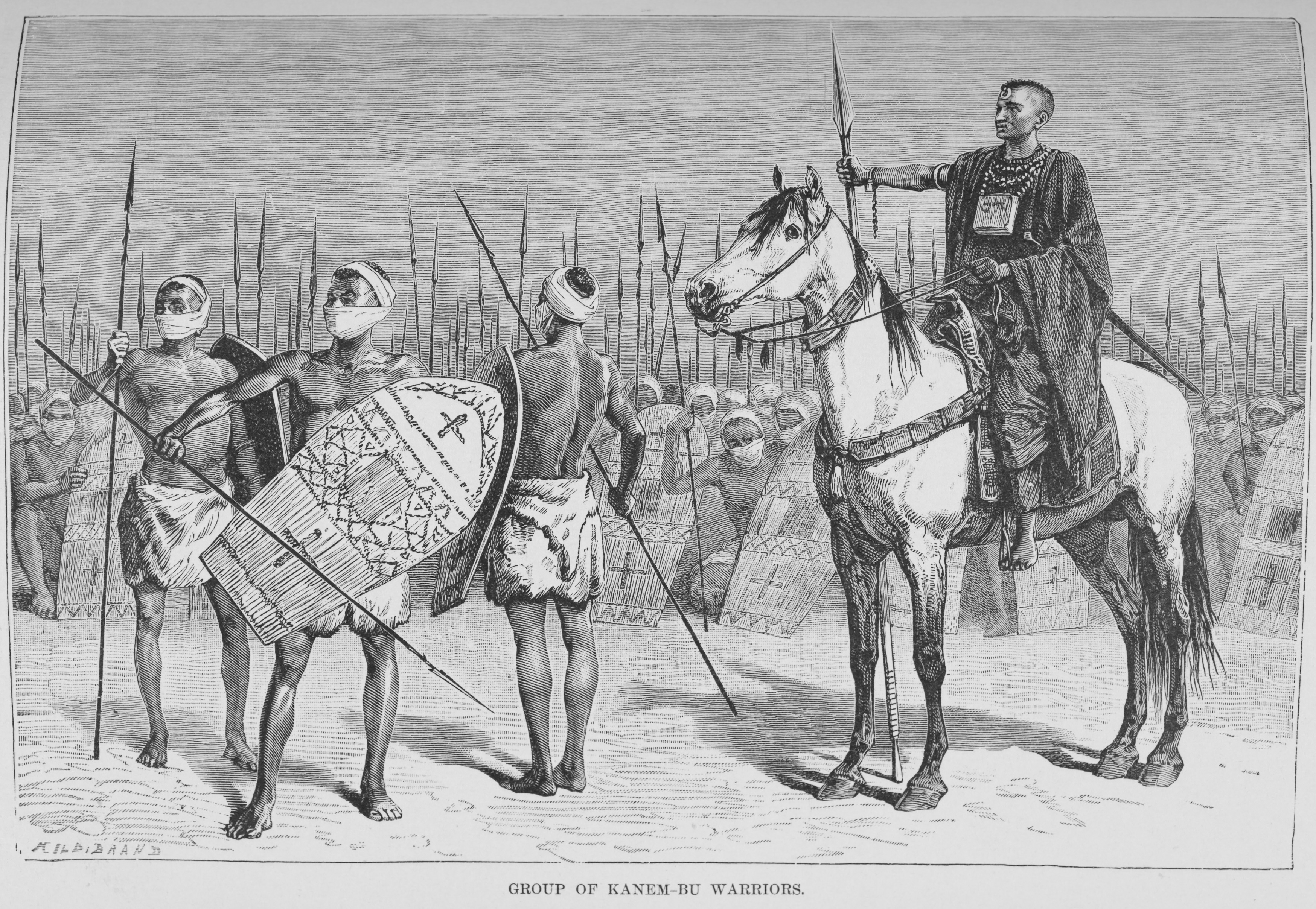
Koń wykorzystywany do jazdy wierzchem

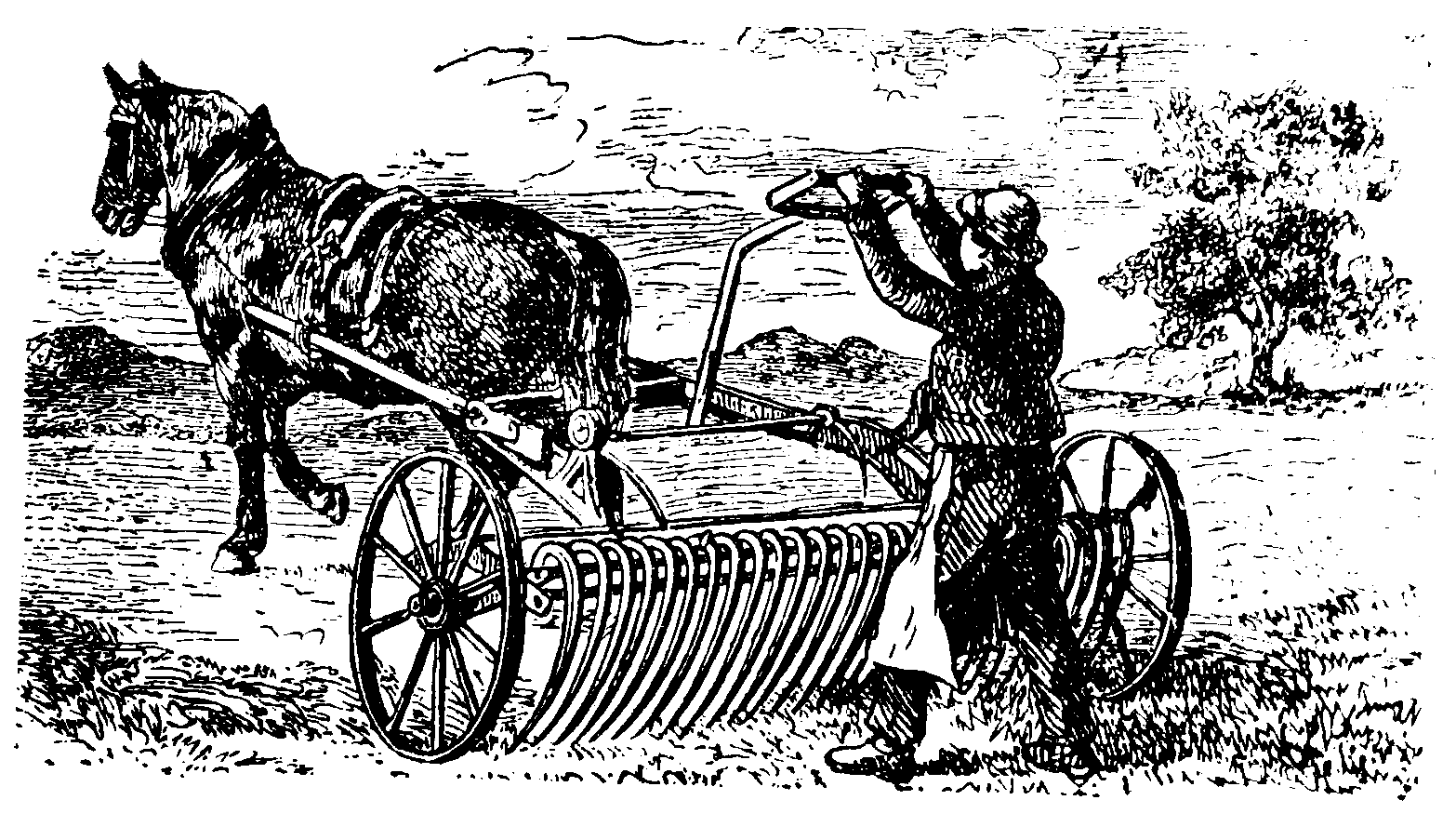
Koń jako siła pociągowa

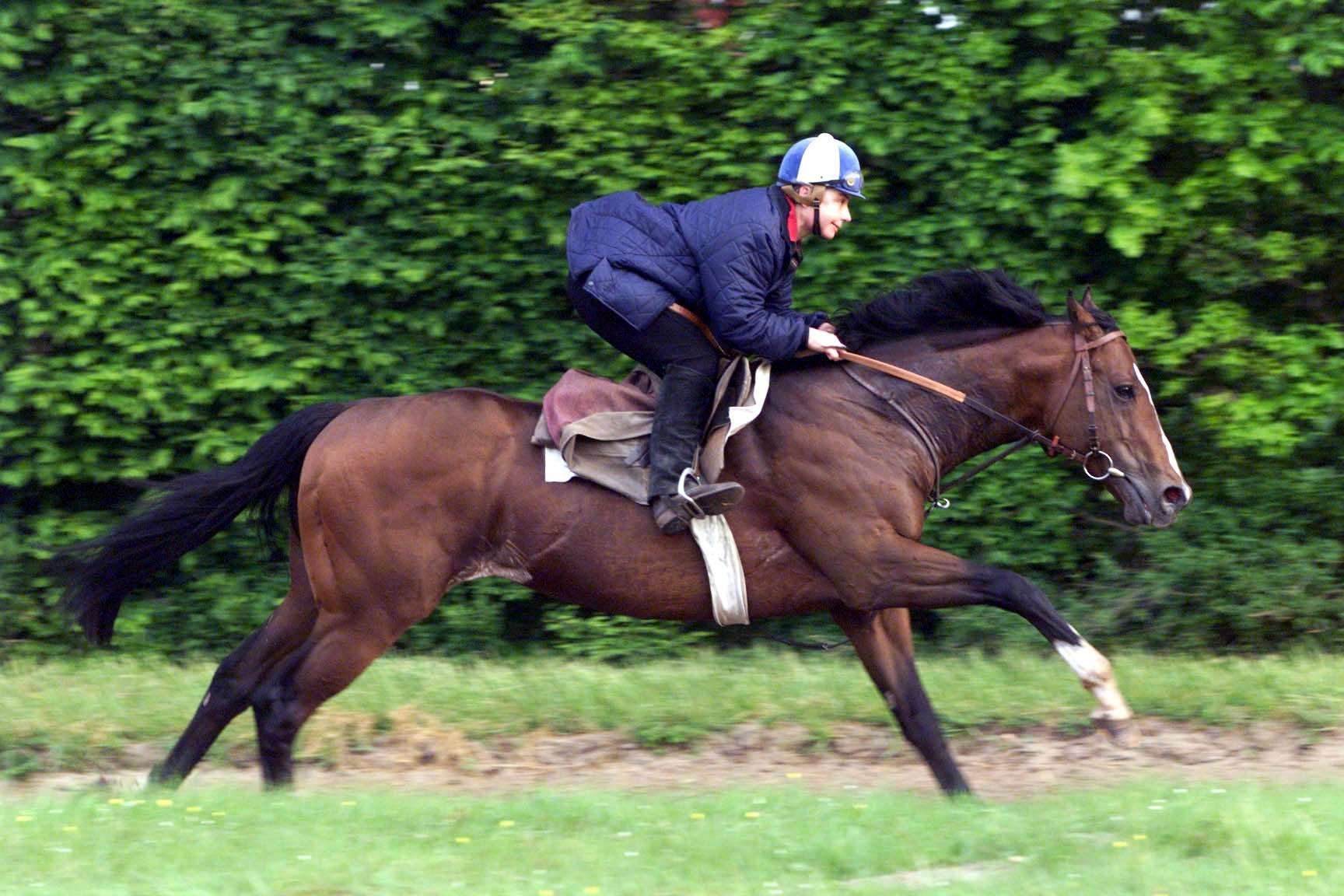
Koń w sporcie

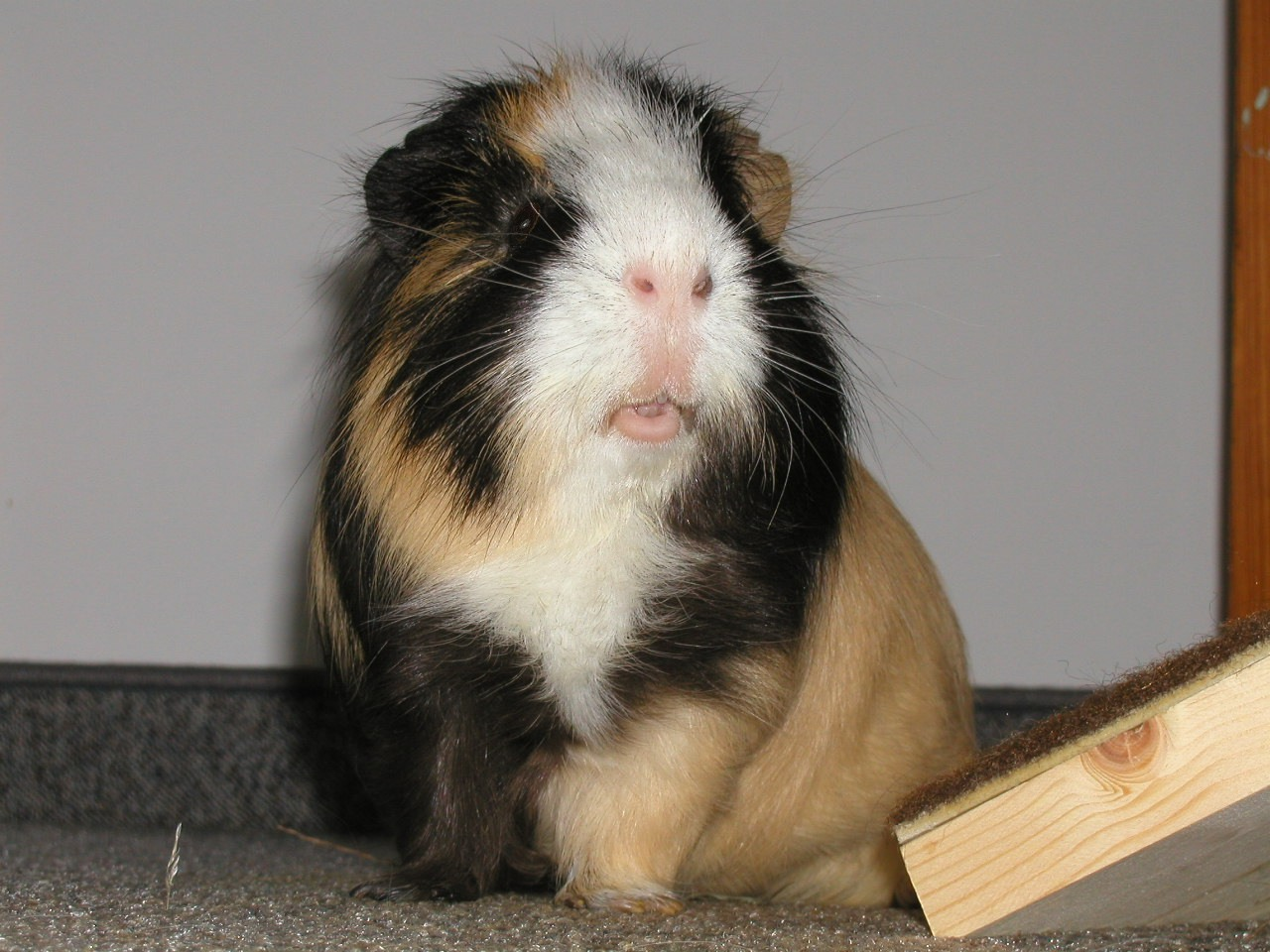
Świnki morskie w kulturach andyjskich hodowano dla mięsa, do dzisiaj są hodowane w tym celu w krajach Ameryki Południowej

Zwierzęta użytkowe – zwierzęta chowane, hodowane lub poławiane z natury w celu systematycznego użytkowania ich cech (wartości użytkowych), głównie dla osiągnięcia korzyści ekonomicznych (np. produkty, praca, opieka). Do zwierząt użytkowych zaliczane są wszystkie zwierzęta gospodarskie, niektóre gatunki zwierząt domowych oraz niektóre inne gatunki (np. zwierząt łownych hodowanych na specjalistycznych farmach lub zwierząt ozdobnych, choć ta grupa często traktowana jest odrębnie). Wśród zwierząt użytkowych wyróżnia się zwierzęta pracujące, czyli wykonujące dla człowieka określony rodzaj pracy (np. psy tropiące ślad lub konie ciągnące zaprzęg), oraz towarowe – czyli użytkowane w celu uzyskania konkretnego towaru – surowców pochodzenia zwierzęcego (np. mleko, mięso, skóry, jaja, miód, wełna, jedwab).
Niektóre gatunki zwierząt pełnią funkcje użyteczne dla człowieka, ale nie wynikające z tresury, lecz bezpośrednio związane z naturalnym zachowaniem tych zwierząt; np. koty zwalczające gryzonie, którymi żywią się w warunkach naturalnych – w magazynach, domostwach, a nawet w obiektach wojskowych albo owady drapieżne żywiące się gatunkami uznawanymi przez ludzi za szkodliwe dla upraw (biologiczne zwalczanie szkodników).
Postępowanie ze zwierzętami użytkowymi w Polsce reguluje ustawa z dnia 21 sierpnia 1997 r. o ochronie zwierząt.

## Historia
Początki użytkowania zwierząt sięgają epoki kamiennej, na długo przed powstaniem rolnictwa. Prawdopodobnie człowiek uczył się korzystać z usług zwierząt zanim je oswoił i udomowił. Nęcone resztkami żywności wilki, od których pochodzi pies domowy, swoim zachowaniem ostrzegały człowieka przed zbliżającym się drapieżnikiem lub innymi ludźmi. Zapędzone i zamknięte w naturalnych pułapkach, np. kotlinach czy wąwozach krętorogie lub jeleniowate stanowiły magazyn żywności bez konieczności wędrowania za przemieszczającym się stadem. Stopniowe oswajanie, a następnie udomowienie zwierząt, nazywane domestykacją znacząco wpływało na rozwój społeczności ludzkich.
Najstarsze ślady udomowienia psa datowane są na 17–12 tys. lat. Psy były wykorzystywane jako źródło pokarmu, pomagały w polowaniach, pasterstwie, uczestniczyły w obronie ludzi i ich dobytku, stanowiły siłę pociągową, a nawet wykorzystywano je w działaniach wojennych. Oprócz psa w czasach prehistorycznych człowiek udomowił na terenie Eurazji owcę, kozę, świnię (ok. 8000 lat p.n.e.), bydło i konia (ok. 4000 lat p.n.e.), a w starożytności kota, pszczoły, wielbłądy, królika i drób. Tubylcze ludy Ameryki Południowej udomowiły lamę, przodka alpaki i świnkę morską. Z hodowanych zwierząt uzyskiwano żywność i surowce do wyrobu odzieży, narzędzi, broni, przedmiotów codziennego użytku i ozdób. Ujarzmienie zwierząt do jazdy wierzchem umożliwiło ludziom podejmowanie wędrówek na większe odległości i w krótszym czasie. W starożytności krew, mleko i całe zwierzęta (bydło i konie) wykorzystywano jako ofiary w obrzędach religijnych. Ludy wędrowne, prowadzące koczowniczy tryb życia, użytkowały konie i psy, a zapotrzebowanie na pozostałe surowce pochodzenia zwierzęcego uzupełniały poprzez polowania na zwierzęta wolno żyjące. Plemiona zajmujące się pasterstwem wędrowały wraz ze swoimi stadami w poszukiwaniu nowych terenów nadających się pod wypas. Hodowla sprzyjała przejściu z koczowniczego do osiadłego trybu życia. Rozwinęło się rolnictwo, powstały osady, a następnie miasta.
Znaczenie wielu gatunków udomowionych zwierząt zmieniało się w zależności od regionu, epoki i kultury. Koty były czczone w starożytnym Egipcie (bogini Bastet przedstawiana była w postaci kota), tępione w średniowieczu (zwłaszcza czarne koty), a później cenione jako zwierzęta domowe. Krowy – hodowane dla mięsa w jednych regionach – w innych są uważane za zwierzęta święte. W kulturach pewnych narodów zjadanie mięsa z psów lub koni jest na porządku dziennym, podczas gdy różne inne kraje, w tym Polska, wprowadzają przepisy prawne zabraniające wprowadzania psiego mięsa do obrotu.
Hodowla wielu gatunków zwierząt była i jest prowadzona przez człowieka w kierunku uzyskania pożądanych cech zwierzęcia, co doprowadziło do wytworzenia wielu ras hodowlanych, a nawet określonych typów użytkowych w ramach tej samej rasy.
| Przykładowe typy użytkowe zwierząt pracujących | Przykładowe typy użytkowe zwierząt pracujących              |
| Typ użytkowy                                   | Przykłady                                                   |
| ---------------------------------------------- | ----------------------------------------------------------- |
| pociągowy                                      | koń, bydło, muł, osioł, jak, lama, renifer, słoń, pies, dzo |
| juczny                                         | koń, muł, osioł, jak, lama, renifer, wielbłąd, dzo          |
| wierzchowy                                     | koń, wielbłąd, muł, osioł                                   |

## Typy użytkowe
Ze względu na cel użytkowania zwierzęcia wyróżnia się tzw. typ użytkowy np. typ użytkowy mleczny, mięsny, wełnisty, puchowy, pociągowy, zaprzęgowy, wierzchowy, juczny, futerkowy, laboratoryjny i inne oraz wszechstronny typ użytkowy – w odniesieniu do zwierząt łączących wiele cech użytkowych. W zależności od potrzeb, dla typów użytkowych stosowane są – oprócz wymienionych – również takie terminy jak odmiana, ród, linia i stado użytkowe.

## Zwierzęta wykonujące pracę

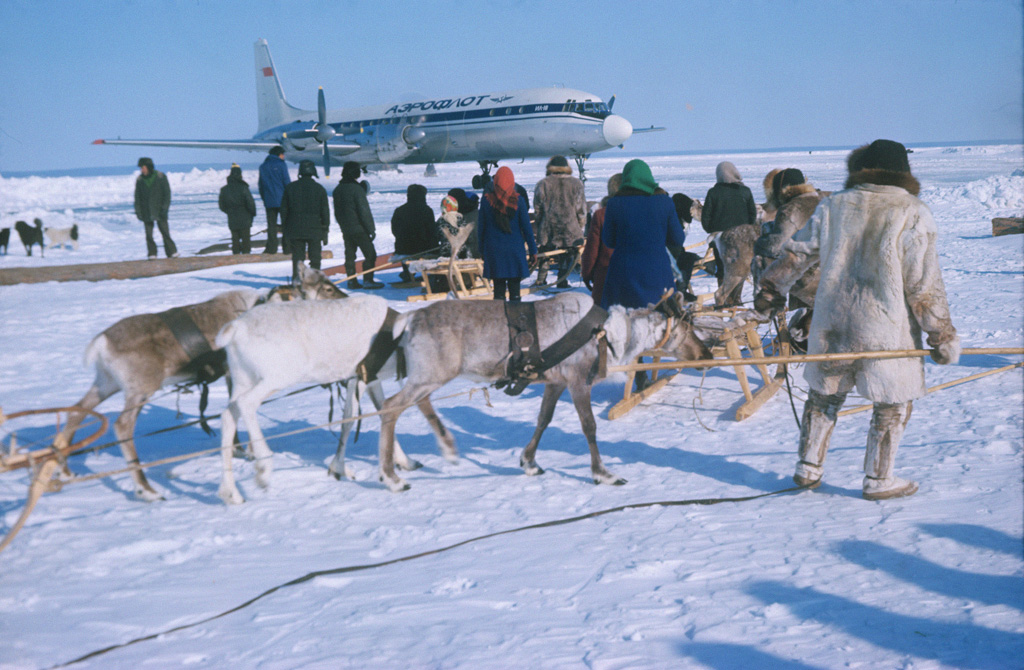
Zaprzęg reniferów odbierający towary dostarczone samolotem

Do zwierząt pracujących zaliczane są zwierzęta wykorzystywane ze względu na posiadaną siłę lub określone zdolności przydatne człowiekowi. Siła zwierząt jest wykorzystywana w wielu dziedzinach życia ludzi. Do transportowania towarów używane są bydło, konie, wielbłądy, osły, muły, jaki, dzo i renifery, a do lżejszych zaprzęgów – psy. Przed wynalezieniem i upowszechnieniem maszyn napędzanych silnikami zwierzęta stanowiły – i w wielu słabo rozwiniętych regionach do dzisiaj stanowią – główną siłę napędową w rolnictwie. Słonie potrafią podnosić i przenosić ciężkie przedmioty. Wykorzystywano je również do działań wojennych (słoń bojowy). Konie i wielbłądy doskonale sprawdzają się jako wierzchowce. Te pierwsze przyczyniły się do powstania kilku dyscyplin sportu (jeździectwo, pięciobój nowoczesny, polo), a nawet hazardu (wyścigi konne). Obok osłów, mułów, jaków, reniferów, a nawet łosi stanowią grupę zwierząt jucznych, tzn. przenoszących ładunek na grzbiecie (juki to worki umieszczane na grzbiecie zwierząt).
Pierwsze systematyczne zastosowanie zwierząt w terapeutyce (zooterapia) sięgają początku XIX wieku, kiedy to w Anglii, w zakładach dla osób psychicznie chorych, terapeutów wspomagały króliki, mewy i sokoły. Jednak powszechnie zaczęto używać zwierzęta w terapii różnych chorób i niedomagań człowieka dopiero po opublikowaniu książki Borisa Levinsona Pet-Oriented Child Psychiatry (Psychiatria dziecka oparta na zwierzętach towarzyskich) w 1969. Dziś istnieje wiele koncepcji terapeutycznych i pól zastosowań. Przede wszystkim konie, koty, psy i delfiny pomagają rozwiązywać niektóre problemy pacjentów przechodzących rehabilitację, niepełnosprawnych fizycznie lub psychicznie, socjalizowanych więźniów, narkomanów i tzw. trudnej młodzieży. W delfinariach leczone i rehabilitowane są osoby z chorobami psychicznymi, neurologicznymi, onkologicznymi oraz kobiety w ciąży. Długookresowe badania potwierdzają efektywność terapii z delfinami w przypadku dzieci z zespołem Downa, autyzmem i innymi niedomaganiami psychicznymi i fizycznymi. Zaobserwowana u wielu psów zdolność do wykrywania chorób nowotworowych u człowieka została potwierdzona innymi specjalistycznymi badaniami. Okazało się, że poszczególne nowotwory wydzielają specyficzny zapach, dobrze rozróżniany przez odpowiednio przeszkolone psy. Pies przewodnik osób niewidomych umożliwia sprawniejsze przemieszczanie się tych osób i stanowi dla nich towarzysza umożliwiającego prowadzenie aktywniejszego życia.
Psy myśliwskie, fretki domowe i sokoły wykorzystywane są do polowania na zwierzęta dzikie (wolno żyjące). Psy pasterskie bronią stad zwierząt hodowlanych przed drapieżnikami, a stróżujące – dobytku i bezpieczeństwa przed intruzami.
Świnie i psy odnajdują rosnące pod ziemią trufle. Kury lub świnie, zamknięte na kilka dni na terenie upraw, pomagają przygotować glebę pod uprawę, zjadając chwasty, pasożyty i larwy owadów, a także przekopując ziemię. Na pastwisku, na którym pasły się konie lub krowy, kozy i owce zjedzą rośliny pozostawione przez poprzedników. Kaczki w ogrodach żywią się ślimakami. Do jedzenia ślimaków można też przyuczyć świnie, dodając im ślimaki do pożywienia. Wkrótce świnie zaczną same wyszukiwać ślimaki na ziemi.
Gołębie pocztowe były dawniej wykorzystywane do przesyłania wiadomości. Psy i wielkoszczury (po odpowiedniej tresurze), a nawet odpowiednio przygotowane pszczoły odnajdują niektóre materiały wybuchowe, zakopane miny lądowe i inne niebezpieczeństwa.
Ptaki drapieżne, takie jak sokoły wędrowne, rarogi, rarogi górskie i jastrzębie, wykorzystuje się do płoszenia ptaków żerujących na terenie lotnisk. Dzięki temu można ograniczyć przypadki zderzeń samolotów z ptakami. Kolizje takie powodują straty i mogą być przyczyną poważnych wypadków z ofiarami śmiertelnymi. Przykładowo, na lotnisku Okęcie sokolnicy pracują od 1993 r. i obecnie dysponują sześcioma ptakami, które regularnie oblatują teren. Sokoły pracują też na nowojorskim lotnisku Kennedy'ego. Natomiast w Południowej Afryce do płoszenia ptaków z lotnisk wykorzystuje się psy pasterskie rasy border collie. Sokoły i jastrzębie odstraszają ptaki również na wysypiskach śmieci, dzięki czemu odpady nie są nadmiernie rozwłóczone po okolicy.

## Pozyskiwanie surowców pochodzenia zwierzęcego
| Przykładowe typy użytkowe w produkcji zwierzęcej w Polsce | Przykładowe typy użytkowe w produkcji zwierzęcej w Polsce                                            |
| Typ użytkowy                                              | Przykłady                                                                                            |
| --------------------------------------------------------- | --- |
| mięsny (rzeźny) i tłuszczowo-mięsny                       | bydło domowe, trzoda chlewna, koń, owca, muflon, drób, struś, królik domowy, koza domowa, łoś, jeleń |
| mleczny                                                   | bydło domowe, koza domowa, owca, muflon                                                              |
| wełnisty i kożuchowy                                      | owca, muflon, królik domowy, koza domowa                                                             |
| futerkowy                                                 | lis, kuna, łasica, jenot, królik domowy, fretka domowa, szynszyla, norka, gronostaj, nutria          |
| puchowy                                                   | gęś domowa                                                                                           |
| nieśny                                                    | drób, strusie, nandu, emu                                                                            |

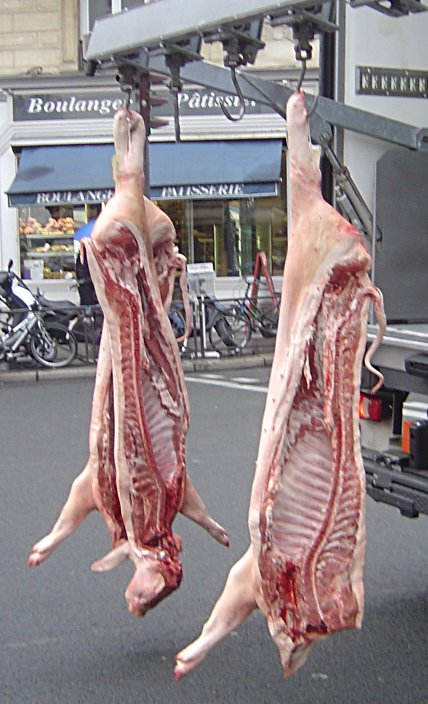
Półtusze świńskie przed podziałem na elementy handlowe

Użytkowe zwierzęta towarowe to głównie zwierzęta gospodarskie, do których obok użytkowanego od początków cywilizacji bydła, trzody chlewnej, drobiu, pszczół i jedwabników zalicza się obecnie również gatunki, które nie poddały się domestykacji, a co najwyżej dają się oswajać, ale możliwe jest prowadzenie ich hodowli w celach produkcji towarowej. Wśród takich gatunków znajdują się między innymi niektóre ssaki z rodziny jeleniowatych (jeleń szlachetny, daniel, jeleń wschodni (sika) i łoś), niektóre bezgrzebieniowce (strusie, emu i nandu) i kurowate (bażant, kuropatwa i przepiórka), większość zwierząt futerkowych oraz ryby.
W przemyśle spożywczym największe znaczenie mają zwierzęta rzeźne, drób, ryby i pszczoły. Z uboju zwierząt uzyskuje się mięso i tłuszcze stanowiące obok produkcji roślinnej główne źródło żywności w większości krajów świata. Uzupełnieniem są mleko, jaja i miód pozyskiwane z hodowli.
| Pogłowie wybranych zwierząt użytkowych w Polsce według danych GUS (w mln szt.) | Pogłowie wybranych zwierząt użytkowych w Polsce według danych GUS (w mln szt.) |
| ------------------------------------------------------------------------------ | ------------------------------------------------------------------------------ |
| trzoda                                                                         | 18 (2007)                                                                      |
| bydło                                                                          | 5,6 (2006)                                                                     |
| owce                                                                           | 0,3 (2006)                                                                     |
| konie                                                                          | 0,3 (2005)                                                                     |
| kozy                                                                           | 0,17 (2004)                                                                    |
| drób                                                                           | 164 mln (2004), z czego prawie 90% stanowią kury                               |

Oprócz wymienionych surowców uzyskuje się również pierze, skóry, futra, wełnę i jedwab, wykorzystywane w przemyśle odzieżowym i galanteryjnym. Przemysł farmaceutyczny i kosmetyczny korzysta z wydzielin gruczołów zapachowych, wyciągów, ekstraktów i soków, a chemiczny i paszowy wykorzystują pozostałe nieżywnościowe części zwierząt oraz odpady poprodukcyjne. Odchody zwierząt wykorzystywane są w rolnictwie jako nawóz naturalny (gnojowica, gnojówka, kał krowi, obornik).
Pozyskiwanie niektórych surowców pochodzących ze zwierząt dziko żyjących przyczyniło się do podjęcia hodowli tych zwierząt. W niektórych przypadkach zapotrzebowanie rynku na surowce pochodzenia zwierzęcego przyczyniło się do zmniejszenia populacji poszczególnych gatunków. Na przykład szczególnie groźne dla przetrwania populacji tygrysów jest duże zapotrzebowanie na afrodyzjaki i preparaty stosowane w medycynie ludowej, zwłaszcza w tradycyjnej medycynie chińskiej. Kość słoniowa, rogi i poroża są wykorzystywane w złotnictwie i zdobnictwie.

## Inne zwierzęta użytkowe

### Zwierzęta laboratoryjne

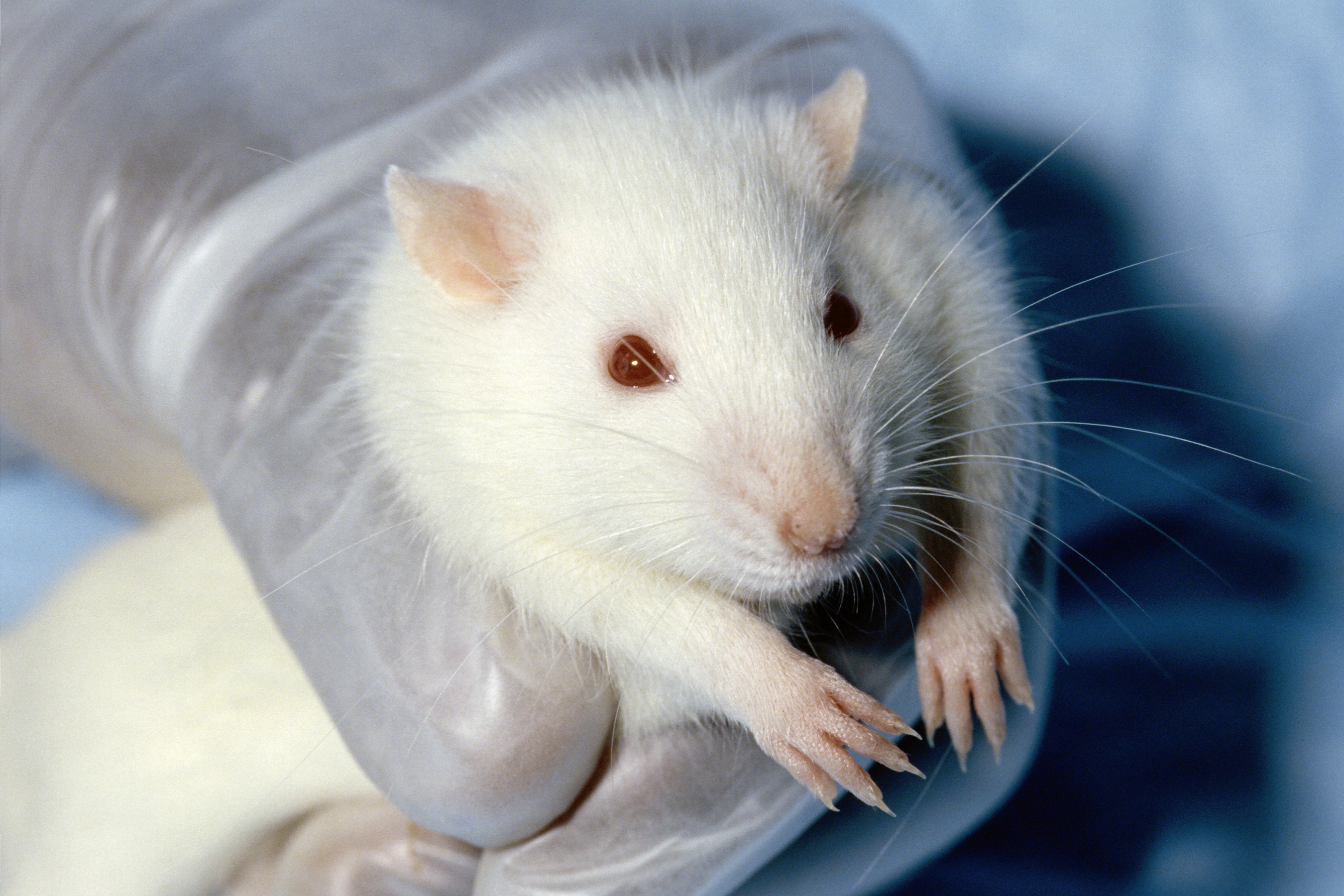
Szczur laboratoryjny

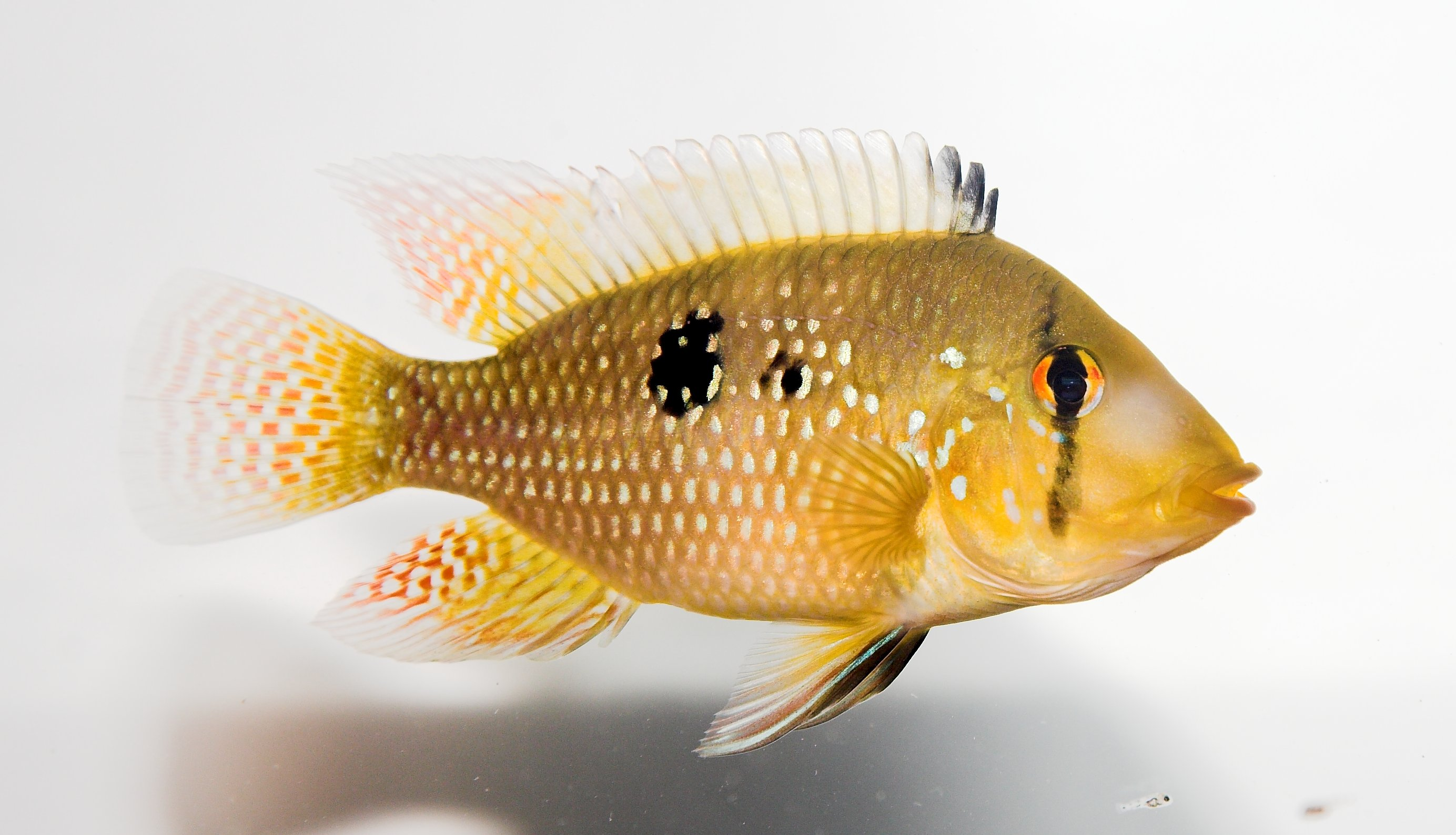
Ziemiojad brazylijski – ozdobna ryba akwariowa

Odrębną grupą są zwierzęta doświadczalne, hodowane w obiektach jednostek hodowlanych lub doświadczalnych i wykorzystywane dla potrzeb badań naukowych, tzw. zwierzęta laboratoryjne, m.in. myszy, szczury, króliki, psy (np. pies laboratoryjny Horáka), koty i niektóre ssaki naczelne. Stosowane są też inne organizmy modelowe.
Zwierzęta doświadczalne odgrywają ważną rolę w wielu dziedzinach nauki (badania biomedyczne, farmakologia, ochrona zdrowia ludzi i zwierząt, ochrona środowiska). Przykłady badań wykonywanych na zwierzętach znane są od starożytności. Arystoteles (autor Historia animalium) i Erasistratus z Aleksandrii w IV w. p.n.e. dokonywali pierwszych eksperymentów naukowych na żywych zwierzętach.
Z wielu względów praktyka wykorzystywania zwierząt do doświadczeń budzi kontrowersje na tle etycznym, co w efekcie wielu dyskusji doprowadziło do ustanowienia stosownych przepisów oraz wyłonienia odrębnej dziedziny etyki – bioetyki. Zasady przeprowadzania doświadczeń na zwierzętach regulowane są w Polsce przepisami ustawy o ochronie zwierząt i ustawy o doświadczeniach na zwierzętach. Na mocy tej drugiej ustawy powołana została przez Ministra Nauki i Informatyzacji piętnastoosobowa Krajowa Komisja Etyczna do Spraw Doświadczeń na Zwierzętach (KKE).
Od lat 80. XX w. wiele ośrodków naukowych prowadzi poszukiwania alternatywnych metod prowadzenia badań naukowych w celu zredukowania liczby zwierząt używanych do testów laboratoryjnych. Mające swoją siedzibę we Włoszech Europejskie Centrum Walidacji Metod Alternatywnych (ECVAM) zostało założone przez Wspólnotę Europejską w 1991 r. w celu opracowania metod alternatywnych do badań na zwierzętach. Oprócz zastrzeżeń o charakterze etycznym co do przeprowadzania eksperymentów medycznych i kosmetycznych na zwierzętach, coraz częściej uważa się, że bardziej naukowym podejściem byłoby używanie leków przeznaczonych dla ludzi na ludziach. Badacze ECVAM wykorzystują hodowle komórek ludzkich w badaniach nad fototoksycznością terapii z użyciem światła i lasera, mając nadzieje na zmniejszenie liczby zwierząt wykorzystywanych w eksperymentach naukowych o 60%. Założona w 1996 roku brytyjska firma Pharmagene, prowadząca badania w dziedzinie odkrywania nowych leków wyklucza przeprowadzanie eksperymentów na zwierzętach. W zamian bardziej etyczną zasadę prowadzenia wszelkich badań naukowych zmierzających do wykrycia i opracowania nowych leków przeznaczonych dla ludzi na tkankach ludzkich pobranych z kostnic i szpitali.

### Zwierzęta ozdobne
Do zwierząt użytkowych mogą być również zaliczone zwierzęta pełniące funkcje ozdobne, hodowane komercyjnie lub amatorsko przez hobbystów, chociaż w większości klasyfikacji traktowane są jako odrębna grupa zwierząt ozdobnych. Są to najczęściej egzotyczne gatunki ptaków (papugi, kanarki), słodkowodnych i morskich ryb akwariowych, gadów, płazów, stawonogów i małych gryzoni, ale również udomowione pawie i ozdobne rasy drobiu oraz niektóre rasy psów. Komercyjna hodowla gatunków i ras ozdobnych jest w wielu krajach istotnym uzupełnieniem produkcji rolniczej, a jej efekty są przedmiotem handlu detalicznego.

### Zwierzęta w przemyśle rozrywkowym
Specyficzną grupę zwierząt użytkowych stanowią dzikie zwierzęta oswajane i tresowane do wykonywania określonych czynności związanych z przemysłem rozrywkowym. Zwierzęta takie wykorzystuje się do publicznych prezentacji w cyrkach oraz w kinematografii. O ile użytkowanie do takich celów zwierząt udomowionych jest postrzegane jako rodzaj pracy (użytkowe zwierzęta pracujące) i nie budzi większych sprzeciwów obrońców zwierząt, tak w odniesieniu do zwierząt dziko żyjących w wielu krajach wprowadzono przepisy regulujące lub wręcz zabraniające użytkowania w celach widowiskowo-rozrywkowych zwierząt poławianych z natury.

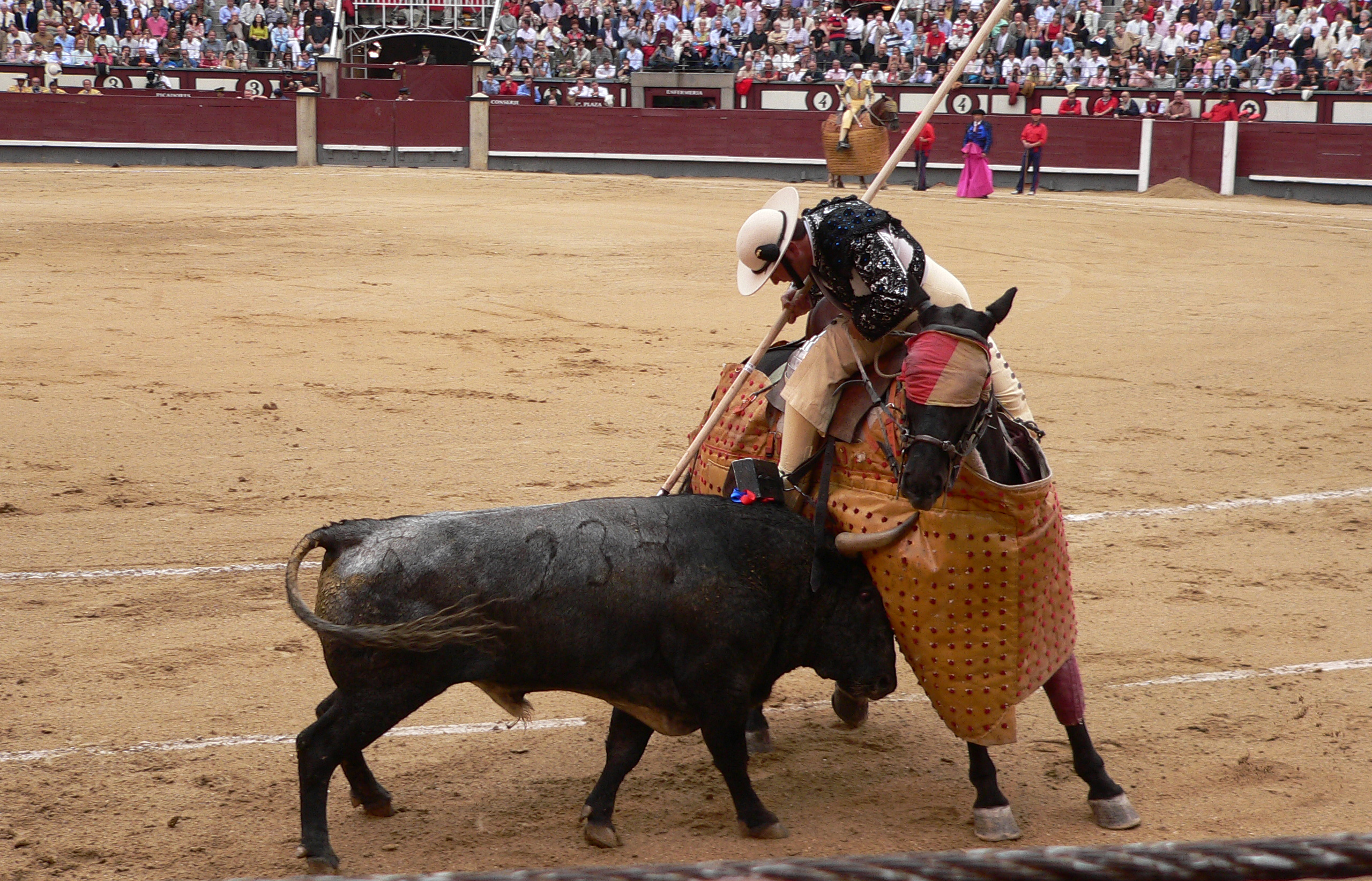
Pikador w walce z bykiem, Plaza de Toros Las Ventas w Madrycie

Do tresury i pokazów dla celów widowiskowo-rozrywkowych mogą być wykorzystywane tylko zwierzęta urodzone i wychowane w niewoli i tylko takie, którym mogą być zapewnione warunki egzystencji stosowne do potrzeb danego gatunku.

Ustawa o ochronie zwierząt z dnia 21 sierpnia 1997 roku (Dz.U. z 2022 r. poz. 572)
Zwłaszcza cyrki objazdowe nie są w stanie zabezpieczyć dzikim zwierzętom odpowiednich warunków bytowania. Trzymane w małych pomieszczeniach, transportowane w klatkach, odizolowane od innych osobników stają się apatyczne lub agresywne, a niewłaściwie nadzorowane wydostają się z klatek stanowiąc zagrożenie dla otoczenia.
W wielu krajach popularną formą rozrywki są walki zwierząt. Publiczne walki dzikich lub oswojonych zwierząt były organizowane przez ludzi od starożytnych czasów. W amfiteatrach toczyły boje lwy, tygrysy, niedźwiedzie i psy. Korrida do dzisiaj cieszy się ogromnym zainteresowaniem. W wielu krajach organizowanie walk pomiędzy zwierzętami zostało zabronione prawem, nadal jednak odbywają się nielegalne walki psów, niedźwiedzi, kogutów, a nawet owadów.

### Zwierzęta na służbie

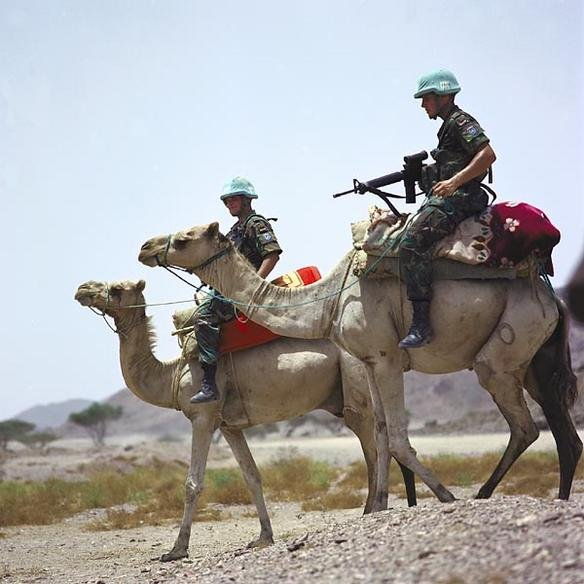
Żołnierze ONZ patrolujący strefę demarkacyjną ustanowioną w Erytrei, podczas Misji Organizacji Narodów Zjednoczonych Etiopii i Erytrei (UNMEE)

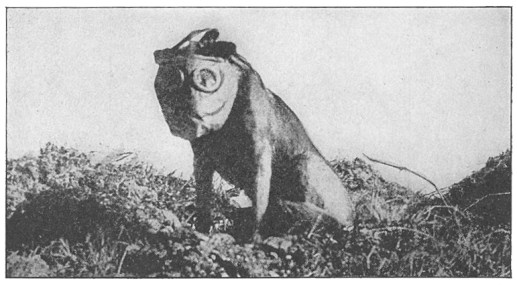
Pies w masce przeciwgazowej poszukujący rannych żołnierzy na polu walki

W historii relacji pomiędzy człowiekiem a udomowionymi zwierzętami największe znaczenie dla człowieka miały konie i psy, a na terenach pustynnych – wielbłądy. Zalety tych zwierząt spowodowały, że człowiek korzystał z ich pracy nie tylko w codziennej gospodarce.
W historii wojskowości szczególną rolę odegrały konie – jako wierzchowce, konie juczne i pociągowe. Ciągnęły tabory wojskowe, woziły zwiadowców i łączników, uczestniczyły w patrolach i w walce. Na przestrzeni wieków konie były podstawą wielu formacji wojskowych.
Konie umożliwiają patrolowanie trudno dostępnych terenów, również w miastach, biorą udział w akcjach prewencyjnych i interwencyjnych (kontrola nad tłumem, zabezpieczanie imprez masowych, patrolowanie terenów zielonych). W Polsce nadal wykorzystywane są w Straży Granicznej i Policji. Konie wierzchowe użytkowane są w pracy policji konnej wielu krajów. Największą sławą cieszy się Kanadyjska Królewska Policja Konna.
Doskonały węch oraz siła i sprawność fizyczna psów jest z powodzeniem wykorzystywana w policji do identyfikacji śladów zapachowych (psy tropiące), pościgu, interwencji, zabezpieczenia imprez masowych, konwojowania osób (psy patrolowe), odnajdywania narkotyków, broni, materiałów wybuchowych i innych zadań. Zespół naukowców z Seoul National University zamierza klonować psy dla służb celnych – do odnajdywania narkotyków. W polskiej Policji wykorzystuje się ponad 1500 psów (2007), wykonujących różnorodne zadania.
Wojsko wielokrotnie podejmowało próby wykorzystania zdolności zwierząt dla celów zarówno defensywnych, jak i ofensywnych. Szkolono np. słonie, które na polu bitwy miały wywoływać panikę u przeciwnika, szarżować na zwarte szeregi, czy służyć jako taran.
Średniowieczni Szwedzi wykorzystywali w zastępstwie koni lepiej przystosowane do mroźnej zimy łosie do ciągnięcia zaprzęgów i jako wierzchowce. Rosjanie, a później Niemcy, bronili się przed wrogimi czołgami przy pomocy specjalnie w tym celu tresowanych psów przeciwpancernych wyposażonych w materiały wybuchowe. Psy doskonale sprawdzają się w służbach patrolowych i wartowniczych. W 1946 powołano w Polsce Zakład Tresury Psów Wojsk Ochrony Pogranicza. Dla potrzeb Straży Granicznej psy są szkolone w Ośrodku Szkoleń Specjalistycznych w Lubaniu. W służbie Straży Granicznej pod koniec 2014 roku pozostawało 226 psów różnych specjalności (a także 5 koni). Psie zdolności rozpoznawania zapachów znajdują zastosowanie w walce z terroryzmem.

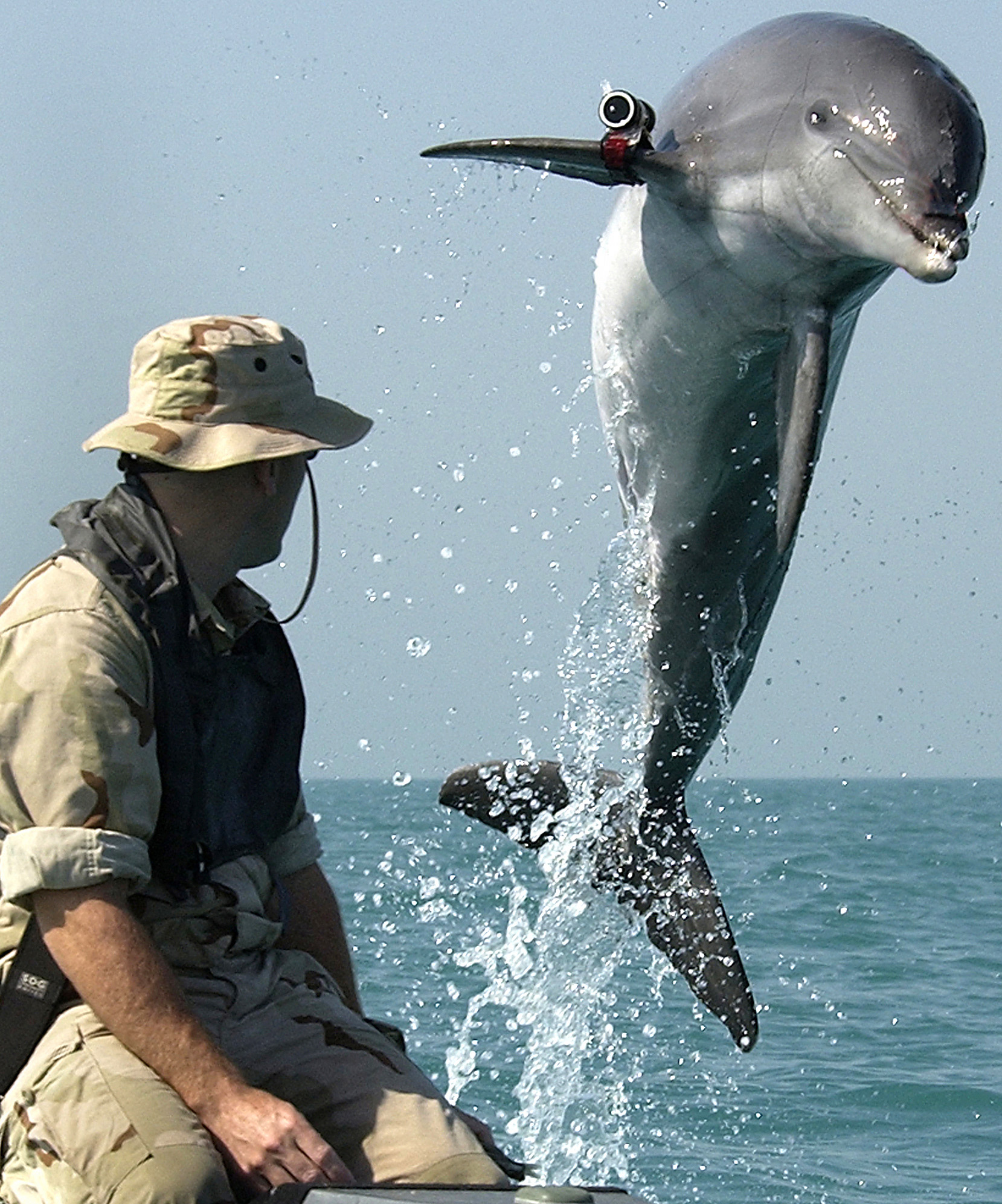
Delfin butlonosy szkolony dla potrzeb wojska w ramach programu NMMP

Foki i delfiny są tresowane podobnie jak psy stróżujące – do sygnalizacji pojawienia się intruzów w pobliżu chronionych obiektów (płetwonogie, do których zalicza się foki, są blisko spokrewnione z psowatymi). Delfiny potrafią wykrywać miny morskie, pomagają odnajdywać rozbitków i zagubiony ekwipunek.
Marynarka Wojenna Stanów Zjednoczonych (U.S. Navy) powołała specjalny program U.S. Navy Marine Mammal Program (NMMP) do badań nad możliwościami wykorzystania ssaków morskich dla potrzeb wojska.
Podobne plany wobec rekinów ma DARPA (Defense Advanced Research Projects Agency – Agencja Zaawansowanych Projektów Badawczych Obrony). Planowano też wykorzystanie nietoperzy jako broni.
Bardzo kontrowersyjną, lecz skuteczną, formą użytkowania zwierząt w wojsku jest trzymanie ptaków lub gryzoni w klatkach umieszczonych w pobliżu rejonu działań wojennych w charakterze detektorów broni chemicznej. Wrażliwość wielu gatunków na szybkie zmiany parametrów środowiska (bioindykatory) umożliwia odpowiednio wczesny ratunek dla ludzi.
Zwierzęta-bioindykatory wykorzystywane są także w służbach cywilnych do testowania stanu środowiska: powietrza, wody i gleby. Dobrymi organizmami wskaźnikowymi są gąbki, owady (np. wiele gatunków chruścików i widelnic), małże i niektóre ryby. Mruk Petersa jest wykorzystywany w biomonitoringu Stanów Zjednoczonych i Niemiec do oceny czystości wody w stacjach przy ujęciach wodnych.
Dotychczas nie wynaleziono urządzeń, które byłyby w stanie zastąpić węch psa w pracy służb bezpieczeństwa i ratownictwa. Psy ratownicze (lawinowe, gruzowe i poszukiwawcze) pomagają ludziom dotkniętym takimi kataklizmami jak lawina, osuwisko, czy trzęsienie ziemi, katastrofy budowlane lub wynikłe z aktów terroryzmu. Odpowiednio przeszkolone psy pracują w służbach ratownictwa górskiego (GOPR) i grupach poszukiwawczo–ratowniczych straży pożarnej.

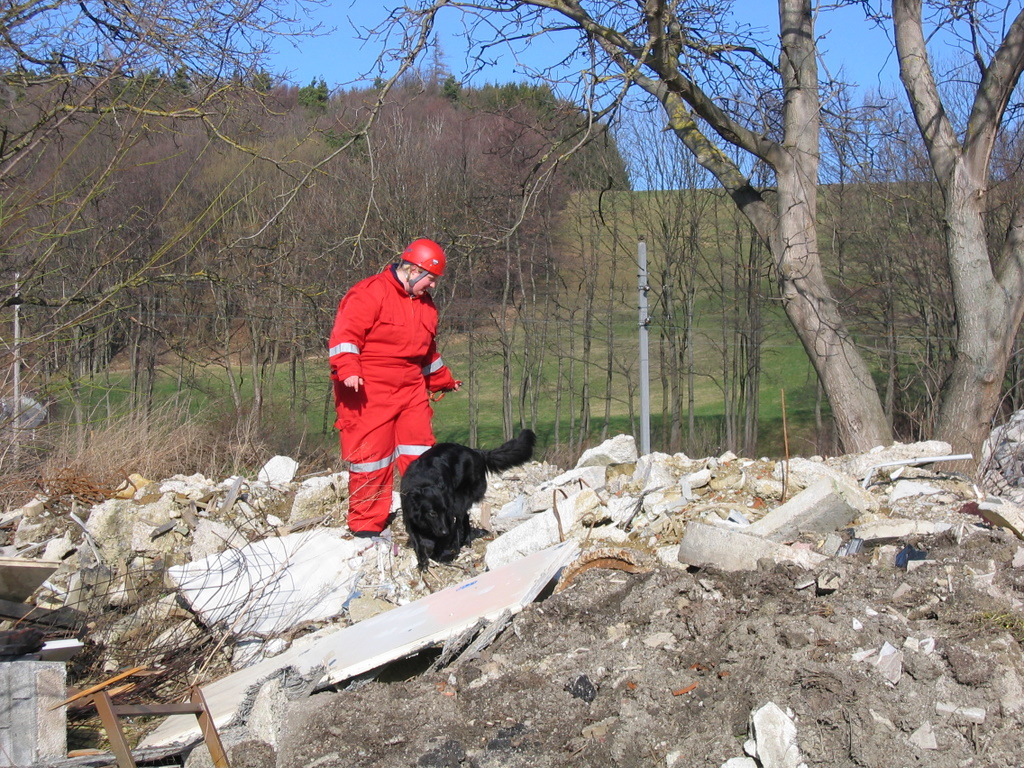
Ratownik z psem poszukiwawczym

Psy dowodne pracują w ratownictwie wodnym (WOPR, MSPiR), ratując tonących ludzi.
Praca dobrze wyszkolonego psa ratowniczego zastępuje pracę wielu ludzi, a zespół ratowniczy z psem – nawet 100–150 ludzi.

#### Zwierzęta bohaterowie
Zasługi zwierząt w wojsku, policji i służbach ratowniczych nie sposób przecenić, toteż ludzie honorują zwierzęcych bohaterów na różne sposoby. W 1943 roku ustanowiono Medal Dickin (od Marii Dickin) – odpowiednik Krzyża Wiktorii – dla zwierząt uczestniczących w działaniach wojennych. Pierwszy medal otrzymał gołąb Winkie, który dostarczył sygnał SOS na odległość 120 mil (ponad 193 km), a w 2007 uhonorowano labradora Sadie odnajdującego bomby w Afganistanie.
Usytuowany na skraju londyńskiego Hyde Parku pomnik Animals in War Memorial zadedykowano zwierzętom, które zginęły oddając przysługi połączonym siłom brytyjskim i amerykańskim w działaniach wojennych i konfliktach zbrojnych XX w.

### Zwierzęta w kosmosie

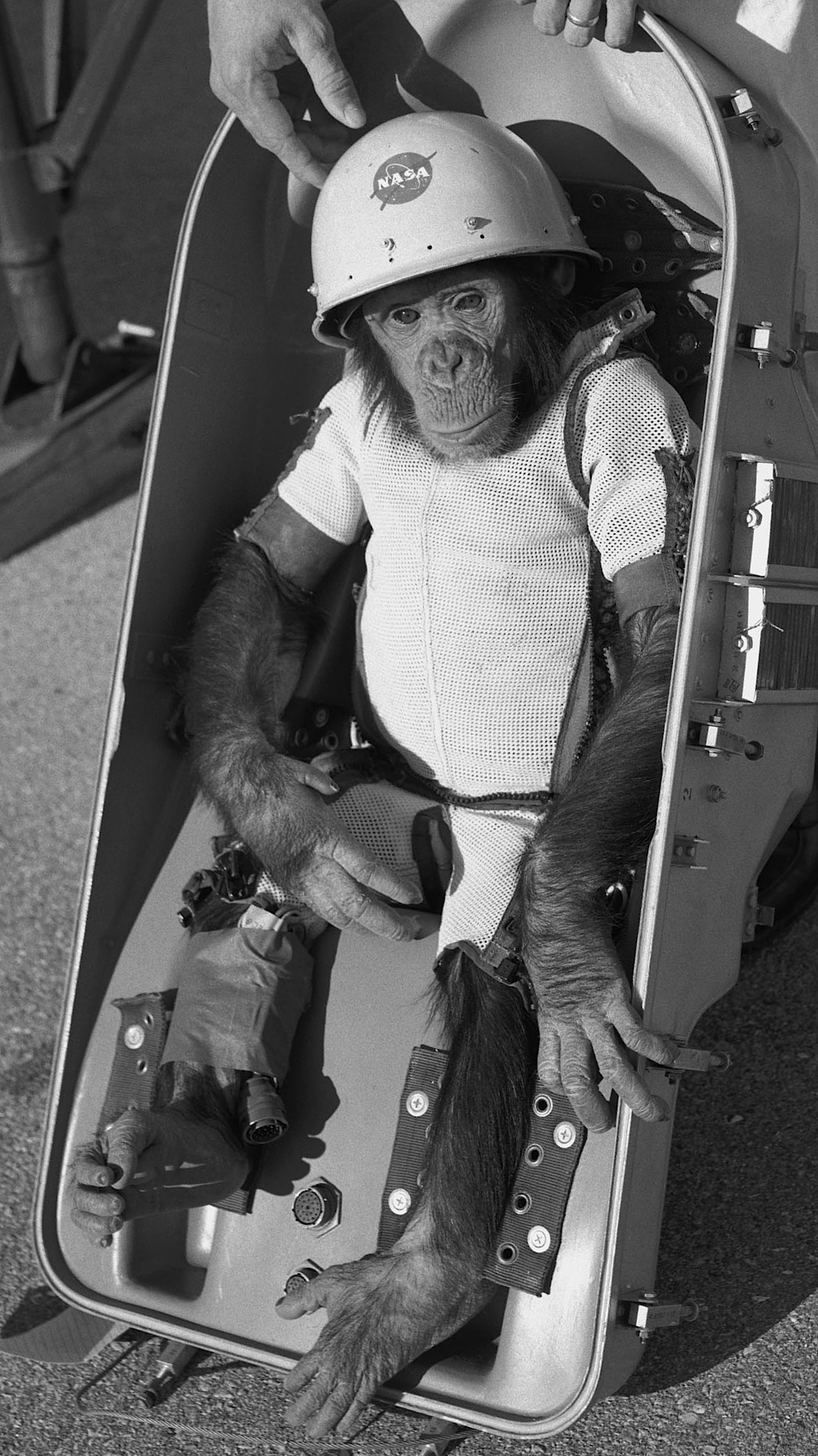
Szympans Ham – pierwszy przedstawiciel naczelnych wysłany w kosmos 31 stycznia 1961

Zwierzęta znalazły się w przestrzeni kosmicznej przed ludźmi. Zostały tam wysłane w pojazdach kosmicznych w ramach programów badawczych w celu sprawdzenia możliwości przeżycia warunków lotu przed planowanym wysłaniem ludzi. Eksploracja kosmosu wymaga przeprowadzenia doświadczeń, których często nie sposób wykonać na ziemi. Aby poznać warunki panujące w przestrzeni kosmicznej, dowiedzieć się, jak organizmy znoszą stan nieważkości i odpowiedzieć na wiele innych pytań, człowiek wysyła w kosmos różne gatunki zwierząt i przeprowadza testy z wielu dziedzin wiedzy.
Pierwszymi organizmami zwierzęcymi wysłanymi w przestrzeń w lipcu 1946 (informacje o dokładnej dacie pierwszego lotu są rozbieżne) w celu sprawdzenia skutków ekspozycji na promieniowanie na dużych wysokościach były muszki owocowe.
Pierwszym "astronautą" był rezus o imieniu Albert, wysłany 11 czerwca 1948 na pokładzie rakiety V2. Pomimo jego śmierci w czasie lotu kolejne małpy, a później inne zwierzęta, były użytkowane przez Stany Zjednoczone, Związek Radziecki (później Rosję), Francję, a obecnie również inne kraje.
W 1951 roku Związek Radziecki wysłał w przestrzeń pierwsze psy (Cygana i Dezika) na pokładzie rakiety R-1. Pojazd osiągnął wysokość 100 km. Tego samego roku Dezik odbył jeszcze jeden lot z innym psem (Lisą).
20 września 1951 małpa, którą nazwano Yorick, wróciła z lotu żywa. Pierwszą istotą, która osiągnęła orbitę okołoziemską była Łajka, pies wysłany 3 listopada 1957 na pokładzie radzieckiego satelity Sputnik 2. Łajka zginęła w czasie lotu. Natomiast pierwszymi zwierzętami, które przeżyły lot na orbitę i wróciły na Ziemię, były psy Biełka i Striełka oraz myszy, szczury, królik i muchy, które znajdowały się na pokładzie satelity Sputnik 5.
Szympans Ham, po ponadrocznym treningu umieszczony został w rakiecie, która w 1961 roku wyniosła go na wysokość 253 kilometrów. Przymocowana pasami do specjalnego fotelika małpa przebywała w stanie nieważkości ponad 6 minut. Potem opadła z powrotem na Ziemię gdzie szczęśliwie wyłowiono ją z oceanu.
W latach 1960–1990 Stany Zjednoczone i Związek Radziecki przeprowadziły serię eksperymentów z udziałem zwierząt. Od 1990 roku do badań włączyły się Chiny oraz Japonia. W przestrzeni kosmicznej na pokładach wielu statków znalazły się żaby, węże, szympansy (1961), świnki morskie (1961), szczur (1962), kot (1963), trzonkówki (1967), żółwie (1968), ryby akwariowe i pająki (1972).
Od początku lat 90. XX w. prowadzone są międzynarodowe programy badawcze obejmujące coraz więcej zagadnień biologicznych, a tym samym coraz więcej gatunków zwierząt. W misji Skylab 3, a później promu Columbia STS-107 testowano między innymi zachowanie pająków i parametry tworzonych przez nie nici pajęczych. Pierwszymi kręgowcami, które z powodzeniem dokonały rozrodu w przestrzeni kosmicznej były ryżanki japońskie (Oryzias latipes).

## Krytyka użytkowania zwierząt przez człowieka

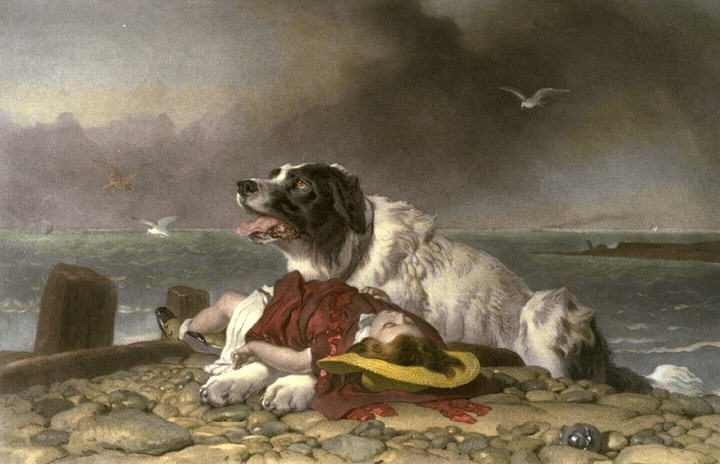
Landseer – pies ratowniczy ("Saved", Edwin Landseer)

Wykorzystywanie zwierząt przez człowieka budzi wiele kontrowersji. Jest ono obciążone wieloma problemami i wątpliwościami natury ekologicznej, ekonomicznej i moralnej, z których te ostatnie są dyskutowane w ramach etyki ekologicznej. Z perspektywy etyki skoncentrowanej na zwierzęciu użytkowanie zwierząt jest z zasady niedopuszczalne jako przejaw szowinizmu gatunkowego. Na tę perspektywę powołują się zwolennicy wegetarianizmu i – jeszcze konsekwentniejszego – weganizmu, przyznając każdemu zwierzęciu wartość moralną i wskazując na ich prawa. Jednak również z perspektywy antropocentrycznej człowiek musi podjąć odpowiedzialność za decyzje w kwestiach etycznych i społeczno-ekonomicznych związanych z użytkowaniem zwierząt.
W rolnictwie dążenie do szybkich, możliwie najwyższych zysków doprowadza, po pierwsze, do praktyk głęboko ingerujących w naturalny cykl życia zwierząt: kastracje samców; separacja potomstwa zwierząt od ich związków rodzinnych; przemysłowy, masowy chów w małych, zamkniętych pomieszczeniach lub akwakulturach; nieadekwatne dla gatunków odżywianie; uciążliwe transporty i w końcu nienaturalna śmierć poprzez ubój. Po drugie, ulepszanie ras pod względem wydajności zwierząt użytkowych powoduje u nich podatność na schorzenia i deformacje, jak i doprowadza do ogólnej utraty bogactwa genetycznego. W końcu, emisje powstające podczas masowego chowu bydła, świń itp. zanieczyszczają środowisko naturalne i poważnie wpływają na zmiany klimatyczne. Tym problemom człowiek próbuje zapobiec użytkując zwierzęta według koncepcji rolnictwa ekologicznego i wolnej hodowli. W biotechnologii powstają kompleksowe etyczne zagadnienia dotyczące klonowania zwierząt użytkowych: sklonowane zwierzęta cierpią na problemy natury fizycznej, a oszacowanie związanego z klonowaniem ryzyka dla zwierząt, ekosystemów i człowieka jest wielce niepewne.
W medycynie eksperci borykają się z problemem oddziaływania na zdrowie człowieka hormonów podawanych zwierzętom użytkowym w celu przyspieszenia ich wzrostu oraz z problemem odporności bakterii i wirusów na antybiotyki: rezystencje te mają w dużym stopniu związek ze spożywaniem produktów spożywczych wyrabianych ze zwierząt użytkowych, którym podczas chowu dodaje się antybiotyki do pokarmu. Natomiast przed naukowcami z medycyny doświadczalnej stoją zagadnienia etyczne związane z wykorzystywaniem zwierząt na testy laboratoryjne.